# Poetica cognitiva
Il termine poetica cognitiva si compone di due concetti: quello di poetica e quello di cognizione. La poetica cognitiva è un approccio di ricerca che si occupa dei meccanismi di creazione e ricezione cognitiva del testo poetico-letterario. Il termine fu coniato da Reuven Tsur nel suo libro Toward a Theory of Cognitive Poetics (2002) nell'ambito dell'analisi di testi poetici. Oggi il termine "poetica cognitiva" condensa in sé un articolato universo di ricerche condotte a partire dagli anni Settanta del XX secolo dalle scienze della letteratura, dall'ermeneutica, dalla scienza cognitiva in generale e dalla linguistica cognitiva in particolare, per spiegare il fenomeno dell'esperienza umana di elaborazione e comprensione di testi poetico-letterari. Si tratta di un approccio di ricerca composito, che non vede l'opera d'arte letteraria come entità con un suo significato – o 'messaggio' – precostituito da scoprire e recepire (teoria letteraria tradizionale, ermeneutica classica, orientamento della critica verso la ricerca del 'significato del testo') o come entità autonoma rispetto all'autore e al lettore (teorie formaliste, strutturalismo, New Criticism), bensì come oggetto estetico che esercita la propria forza nell'interazione con un lettore reale e che proprio attraverso lo studio di questa interazione può essere meglio compreso. La poetica cognitiva cerca quindi di descrivere il testo a partire dai suoi effetti sul lettore, osservando cosa accade nella mente umana durante la lettura di una determinata poesia, un racconto, un romanzo, ovvero una qualsiasi opera che abbia carattere finzionale.

## Le origini della poetica cognitiva
Essendo un approccio tuttora in evoluzione, non formalizzato in alcuna teoria letteraria, la poetica cognitiva non dispone (ancora) di un metodo interpretativo e di un apparato terminologico ben definiti. I diversi lavori di questo orientamento mostrano una notevole eterogeneità e utilizzano attualmente i risultati delle ricerche compiute dalle discipline di riferimento della poetica cognitiva: la linguistica cognitiva (in particolare semantica cognitiva e grammatica cognitiva), la psicologia, l'informatica, la neurobiologia, la scienza cognitiva in senso lato e la stilistica. L'introduzione più completa alla poetica cognitiva si deve al lavoro di Peter Stockwell, cui ha fatto seguito un volume-compendio ricco di analisi concrete pubblicato da Joanna Gavins e Gerard Steen.
L'analisi poetico-cognitiva ha diversi punti di contatto con quell'orientamento della teoria letteraria e della stilistica sviluppatosi già negli anni Sessanta in Germania e negli Stati Uniti che poneva l'esperienza di lettura, o meglio, di ricezione, del testo letterario al centro dell'indagine, riconoscendo al lettore un ruolo attivo nella determinazione del significato del testo. L'estetica della ricezione, elaborata in Germania dalla Scuola di Costanza, che ha come principali rappresentanti Wolfgang Iser e Hans Robert Jauss, diede un impulso fondamentale all'evoluzione dello studio del testo letterario come indagine centrata proprio sul rapporto tra l'opera d'arte e il lettore. Anche il modello statunitense del cosiddetto reader-response criticism, rappresentato p. es. da Norman Holland e da Stanley Fish, ha assunto una prospettiva simile, accentuando in modo ancor più netto il ruolo del lettore nella determinazione del significato del testo letterario e dando quindi adito ad accese discussioni nell'ambito della critica letteraria.
Proseguendo in questa direzione di ricerca, la poetica cognitiva si interessa del processo di lettura e comprensione dell'opera assumendo alcuni presupposti di base della scienza cognitiva, in particolare della psicologia cognitiva e della linguistica cognitiva:
-	il concetto di embodiment, cioè l'idea che tutto ciò che noi pensiamo è determinato dal fatto che le nostre menti sono dentro a un corpo con il quale sperimentiamo il mondo, sono embodied (‘incarnate’): il pensiero è concepito come ‘pensiero incarnato’, strettamente influenzato dalla corporeità dell'essere umano, dalle nostre esperienze, dal contesto;
-	il principio cognitivo secondo cui tutti i processi di comprensione, ivi inclusa la comprensione di un testo letterario, possono essere spiegati facendo riferimento ai processi generali, non modulari, dell'elaborazione cognitiva (e quindi anche linguistica) umana.
La peculiarità della poetica cognitiva è quindi duplice. Da un lato essa attinge, come detto, alle teorie della ricezione e ai risultati empirici raggiunti fino ad oggi dalla scienza cognitiva. Così facendo, la poetica cognitiva ha potuto dotarsi di un cospicuo apparato descrittivo e interdisciplinare. Dall'altro lato essa si pone l'obiettivo di analizzare il testo letterario mettendo a fuoco gli effetti psicologici sul lettore. Per ‘effetti’ non si devono intendere soltanto i fenomeni cognitivi di base che consentono l'effettiva comprensione del testo, p. es. le modalità di elaborazione del tessuto linguistico nei suoi elementi lessicali, morfosintattici, figurati ecc. e l'attivazione degli schemi conoscitivi immagazzinati nella memoria, ma anche tutte quelle rappresentazioni che il lettore costruisce nel corso della lettura, le immagini che visualizza attraverso il suo viaggio nel plot narrativo, le associazioni mentali che compie, le emozioni e i sentimenti che prova, gli atteggiamenti sociali che vengono suscitati da determinato testo attraverso il linguaggio.
Uno dei risultati più evidenti dell'approccio poetico-cognitivo al testo è l'acquisizione di una maggiore consapevolezza della natura della letteratura, recepita proprio come prodotto della cognizione e momento privilegiato della comunicazione umana.

### I contributi della linguistica cognitiva
La poetica cognitiva è un approccio di ricerca che si interessa sia dei meccanismi cognitivi che determinano la conoscenza umana, sia di teoria letteraria . Dal punto di vista teorico, riprende soprattutto i risultati delle ricerche condotte all'interno della scienza cognitiva fin dagli anni Settanta dalla linguistica e semantica cognitiva, p. es. con i lavori di Charles J. Fillmore (sul concetto di frame, di Mark Johnson e George Lakoff, anche in collaborazione (sulla concettualizzazione, sulla categorizzazione e sulla metafora, di Ronald Langacker (sulla grammatica cognitiva e, ancora, sulla concettualizzazione, di Eleanor Rosch (sulla categorizzazione e sulla teoria del prototipo, di Leonard Talmy (sulla semantica cognitiva. 
Per fornire una descrizione di un determinato testo poetico-letterario, l'analisi poetico-cognitiva ne osserva gli effetti sul lettore (sullo studioso stesso o su lettori terzi), esplora le diverse e/o simili modalità di elaborazione delle informazioni del testo (elaborazione di informazioni esplicite, inferenze su informazioni implicite, inferenze creative, cioè creazione ex novo di informazioni nel processo interpretativo di costruzione del significato), rileva empiricamente i processi cognitivi attivati dal linguaggio del testo nel corso della lettura, confronta interpretazioni e reazioni. Il principio di fondo su cui si basa l'osservazione poetico-cognitiva è l'ormai accreditata l'ipotesi che ogni processo di comprensione avvenga attraverso i generali meccanismi cognitivi dell'elaborazione delle informazioni.

### I contributi della teoria della ricezione
Per offrire un'analisi poetico-cognitiva di un determinato testo letterario, lo studioso deve necessariamente lavorare in modo empirico, testando su di sé o su altri l'effetto del testo sul piano cognitivo e fornendone una descrizione attraverso l'apparato concettuale elaborato dalla poetica cognitiva. Lo scopo è quello di comprendere più a fondo il processo di lettura e di ottenere conoscenze che possano fungere da base per una rimodulazione dell'approccio ai testi letterari, in particolare in prospettiva linguistica.
Questa concezione dell'opera d'arte, intesa come oggetto complesso dalle numerose possibilità di (diversa) attualizzazione, che realizza il suo significato attraverso l'effetto estetico prodotto sul lettore, è stata sviluppata in Europa principalmente dalla Scuola di Costanza con le ricerche sull'estetica della ricezione (Wirkungsästhetik) compiute da Wolfgang Iser e Hans Robert Jauss,  e negli Stati Uniti dal movimento del reader-response criticism con le ricerche sulla lettura intersoggettiva di David Bleich – che ha anche compiuto numerosi esperimenti per testare sugli studenti gli effetti del testo letterario –, con gli studi sulla soggettività nella comprensione letteraria di Walter Slatoff (1970) e di Michael Steig (1989), con le analisi psicoanalitiche di Norman Holland (1968, 1975), con i lavori sulla significazione di Stanley Fish (1967, 1976, 1980). L'estetica della ricezione costituisce quindi uno pilastro dell'approccio poetico cognitivo. 
In questa prospettiva il lettore è visto come una componente attiva nella determinazione-costruzione del significato del testo, che si realizza appunto in un continuo processo dialettico di attualizzazione. Il lettore ‘ricrea’ il testo durante l'atto della lettura. Nella rappresentazione che egli elabora del testo e del suo significato confluiscono da un lato le peculiarità immanenti al testo stesso e dall'altro le sue reazioni personali, determinate sia dall'esperienza individuale e dal background di conoscenze di cui dispone, sia dal contesto culturale d'appartenenza. Il significato del testo è visto, in sintesi, come un intreccio tra costruzione individuale (cfr. Holland 1975) e costruzione culturale (realizzata da comunità di lettori definite da Stanley Fish interpretive communities, un concetto da lui elaborato nel volume intitolato Interpreting the Variorum.
Per comprendere la portata della teoria della ricezione e il profondo cambiamento da essa provocato negli studi letterari, si deve ricordare che fino agli anni Sessanta del XX secolo l'interpretazione del testo letterario si basava – a seconda della prospettiva adottata – sull'analisi dell'intenzione dell'autore, sullo studio del significato storico-sociale dell'opera, sulla ricerca del suo sotteso aspetto psicoanalitico, sull'osservazione della sua struttura (soprattutto nell'indagine strutturalista e formalista, che attribuiva piena autonomia all'opera d'arte). La reazione del lettore rispetto al testo non costituiva invece un ambito di ricerca. La domanda classica a cui le scienze della letteratura cercavano di rispondere era: qual è il significato di questa poesia, di questo romanzo, di quest'opera teatrale? Il compito del processo di interpretazione era quindi quello di decifrare il senso, di fornire una spiegazione ‘del significato’ del testo. Questo significa che anche il ‘valore’ del testo era da ricercare nel suo significato. Il critico era anzitutto una specie di interprete dell'opera d'arte, a cui spettava il compito di scoprire il senso nascosto, inteso come significato discorsivo (diskursive Bedeutung. La teoria letteraria era principalmente una teoria dell'interpretazione, una teoria estetico-filosofica volta a sciogliere l'enigma del ‘messaggio’ del testo (die Botschaft), il quale sarebbe poi servito ai contemporanei come orientamento pratico per risolvere i problemi dell'epoca mediante un'analisi semantica, un'esegesi, come se il significato fosse un dato di fatto, in attesa solo essere individuato tra le righe dell'opera. Per questa ragione, l'intervento del critico rappresentava l'ora della verità, una verità che sarebbe stata inevitabilmente influenzata dalla disposizione soggettiva del critico stesso, dalla sua percezione, dai suoi giudizi.
Il problema dell'interpretazione dell'opera d'arte come una riduzione al suo significato discorsivo iniziò ad essere sollevato nella prima metà del secolo scorso: la Scuola di Costanza, in particolare, mise definitivamente in discussione l'idea di matrice platonica che l'opera d'arte fosse la rappresentazione visibile di un corrispondente significato invisibile, già presente, ma celato dietro – o dentro – di essa. Al suo posto iniziò a svilupparsi il pensiero che l'oggetto d'indagine delle scienze delle letteratura dovesse essere il rapporto dell'opera con il pubblico, l'effetto del testo sul lettore, anche in considerazione del contesto storico-sociale in cui la ricezione ha luogo. In quest'ottica, il senso di un'opera d'arte si costituisce nell'interazione tra il testo e il lettore, nel punto di convergenza tra l'oggetto ‘testo’ (l'opera come prodotto avente una sua struttura, un suo complesso semiotico) e la sua attualizzazione da parte del ricevente-lettore. Il senso si dà dunque nella partecipazione concreta del lettore, nell'atto di costruzione della consistenza del testo (Konsistenzbildung), cioè nella ‘costituzione di senso’ (Konstitution von Sinn), non di ‘un’ determinato senso preesistente. In altre parole, la costruzione del senso non è decifrazione, ma incontro tra il testo, che certamente ha caratteristiche e contenuto propri, e il lettore, che parte dal testo per attualizzarne il senso nel processo di comprensione.
Il modello proposto dall'estetica della ricezione pone in sostanza l'atto di lettura come presupposto dell'interpretazione. Tuttavia, il concetto di lettura/ricezione non è inteso nel senso tradizionale della teoria della comunicazione (vedi p. es. il modello proposto da Roman Jakobson nel noto articolo Linguistics and Poetics, cfr. Jakobson 1960), in cui il testo funziona da emittente, il lettore da destinatario/ricevente, e la comunicazione avviene su unico binario e in un'unica direzione dall'emittente verso il ricevente sulla base di un processo di codifica e decodifica di un codice comune e univoco. Nel modello dell'estetica della ricezione il lettore ‘costituisce’ il testo, e quindi non lo recepisce unidirezionalmente. Il ‘luogo’ dell'opera letteraria, il suo senso, non è situato né in prossimità del polo artistico dell'opera stessa (il testo in sé, come prodotto di un determinato autore), né in prossimità del polo estetico (quello della ‘concretizzazione’ del testo da parte del lettore). Il senso di un'opera è il luogo virtuale dell'interazione tra il testo e il lettore, che si rinnova a ogni lettura e che per questo ha la caratteristica della dinamicità. 
L'estetica della ricezione è interessata al processo, non alla tecnica di rappresentazione usata dal testo o al sezionamento dell'opera nei suoi costituenti, né alla psicologia del lettore. Il ‘valore’ dell'opera, da questo punto di vista, non è più il suo presunto ‘significato’, ma l'effetto prodotto dagli elementi testuali nell'interazione con i diversi lettori. A questo punto, lo studioso è egli stesso anzitutto un lettore che, leggendo un dato testo, crea una sua personale ‘consistenza’, un senso. Trattandosi di una delle tante ‘consistenze’ possibili, anche il compito del critico letterario, secondo la teoria della ricezione, cambia rispetto al passato. Difficilmente egli potrà, p. es., affermare che la consistenza da lui prodotta è la più adeguata per formulare un eventuale giudizio estetico. O, quantomeno, dovrà proporre delle motivazioni per preferire un'interpretazione ad altre. Di fatto, al critico è richiesto un nuovo lavoro: l'analisi del potenziale di effetti dell'opera (Wirkungspotential, cfr. Iser 1987: 42).
Quello del potenziale di effetti contenuto in un'opera è un concetto centrale per la teoria della ricezione. L'attivazione di questo potenziale avverrà sempre in modo parziale, perché ogni atto di costituzione di senso si compie nell'atto concreto di lettura con lettori diversi e in condizioni diverse. L'esperienza concreta della lettura attiva una serie di fondamentali operazioni, così riepilogabili:
-	elaborazione del testo
-	attualizzazione del suo potenziale di effetti
-	interazione e comunicazione fra il polo del testo e il polo del lettore
-	dialettica tra testo e lettore
-	effetto estetico del testo sul lettore.
Soprattutto di quest'ultima operazione si interessa la teoria della ricezione, che è proprio, anzitutto, una teoria degli effetti dell'opera d'arte, una Wirkungstheorie. La Wirkungsästhetik o Wirkungstheorie, si interessa dell'effetto del testo, cioè della forza che esso sprigiona (p. es. il suo potenziale estetico). L'estetica della risposta o degli effetti, a cui Iser dedica molte pagine del suo lavoro, cerca di dare soluzione ad alcune questioni-chiave, tra cui l'effetto della polisemia sul lettore.
La poetica cognitiva ha ripreso la teoria della ricezione insieme ad altri studi d'orientamento ermeneutico (p. es. Ingarden 1931, Gadamer 1960), elaborando una distinzione tra il processo di interpretazione e quello di lettura. Per interpretazione la poetica cognitiva intende le operazioni che i lettori compiono nel momento in cui iniziano a leggere un testo (spesso in parte già prima di iniziare) e nei diversi passaggi del testo. Alcune interpretazioni di partenza sono semplicemente fuorvianti: errori, tracce fraintese, deduzioni non supportate da elementi testuali, e per questo sono scartate dai lettori competenti nella progressione dell'atto di lettura. Altre sono invece selezionate dal lettore come coerenti e mantenute fino alla fine. La lettura è quel processo – ripulito dai ‘refusi’ – che conduce a un senso accettabile per il lettore. Generalmente essa prende forma, come detto, nel punto d'incontro tra il testo, la percezione individuale (soggettiva) e la percezione della comunità interpretativa (cfr. Fish 1980) di cui il lettore fa parte. L'orizzonte di comprensione del testo si presenta quindi come parziale, determinato soggettivamente e storicamente; questo non significa, tuttavia, che vi sia arbitrio ermeneutico. La poetica cognitiva – come la teoria stilistica della ricezione – vede piuttosto la comprensione come un dialogo tra più istanze.

## Posizioni diverse nell'approccio poetico-cognitivo
All'interno dell'approccio poetico-cognitivo sono rilevabili alcune posizioni differenti.
Una prima posizione poetico-cognitiva, non strettamente legata alla linguistica cognitiva, è quella rappresentata da Reuven Tsur, a cui si deve, come già ricordato, la formulazione del concetto di poetica cognitiva. Tsur iniziò a lavorare nel campo della stilistica e della scienza cognitiva sin dagli anni Settanta, ancor prima che apparissero le prime pubblicazioni di linguistica cognitiva. Il suo interesse si rivolse da subito ai processi cognitivi. I suoi primi studi, ancora in parte legati al lavoro degli strutturalisti cechi e francesi e dei formalisti russi, cercarono di indagare proprio il rapporto tra la struttura dell'opera letteraria e i suoi effetti sulla mente del lettore. In questo modo Tsur imprimeva allo strutturalismo una chiara deviazione in direzione cognitiva.
Una seconda posizione è quella rappresentata dagli studiosi di poetica cognitiva che riconoscono principalmente la linguistica cognitiva come disciplina di riferimento (per es. i linguisti Michael Burke, Peter Crisp, Craig Hamilton, Peter Stockwell, lo psicologo Raymond Gibbs Jr). La linguistica cognitiva è una disciplina sviluppatasi alla fine degli anni Settanta in opposizione alle teorie innatiste generativiste. Si trattava veramente di una nuova linguistica, che si prefiggeva di studiare il linguaggio all'interno del neo-nato programma di ricerca della scienza cognitiva, ovvero in modo interdisciplinare, avvalendosi della collaborazione e dei contributi di altre discipline, in particolare della psicologia, dell'antropologia, dell'informatica (sia per quanto riguarda l'intelligenza artificiale, sia per quanto riguarda la cibernetica), della filosofia, della sociologia. I linguisti cognitivi erano interessati allo studio del linguaggio non come sistema simbolico fondato su regole, ma come facoltà umana strettamente dipendente dall'esperienza dell'individuo e intrecciata ad una serie di fatti cognitivi considerati di grande interesse, primi fra tutti i processi di elaborazione delle informazioni e di rappresentazione mentale. L'approccio poetico cognitivo apparve in embrione nella linguistica cognitiva sin dall'inizio, poiché fra gli oggetti di studio dei linguisti cognitivi vi era anche il linguaggio letterario, in particolare nelle sue forme metaforiche e metonimiche (cfr.  Gavins & Steen 2003).
Più orientata alle scienze sociali e alla psicologia (soprattutto alla psicologia sociale e alla psicologia cognitivo-sperimentale) è invece la terza posizione, quella di autori come Raymond Gibbs Jr e dello psicologo Keith Oatley. Gibbs è principalmente uno psicolinguista, per il quale la letteratura è una specifica forma di cognizione e di comunicazione umana in cui il linguaggio figurato assume un ruolo di primo piano (cfr.  Gavins & Steen 2003).

## L'apparato concettuale e descrittivo
Per capire cosa accade leggendo testi narrativi dobbiamo anzitutto ricordare che a essere coinvolti nell'atto di lettura sono:
1)	un oggetto, il testo letterario;
2)	un processo, l'atto di lettura (che presuppone un lettore).
La poetica cognitiva si chiede: cosa significano le parole del testo per il lettore? Che effetti producono su di lui? Naturalmente la poetica cognitiva ha una dimensione linguistica; questo significa che essa richiede un'analisi testuale dettagliata dello stile e della peculiarità letteraria dei testi considerati, un'analisi sistematica. Per questa ragione la poetica cognitiva offre degli strumenti per comprendere e descrivere il processo in base al quale interpretazioni intuitive si strutturano in significati, cercando di allontanarsi da letture impressionistiche e sviluppando invece un'analisi sistematica di ciò che accade quando un lettore legge un testo letterario. Il punto di partenza è l'elaborazione di una terminologia descrittiva adeguata.

### La teoria dei mondi del testo
Ogni esperienza di lettura del testo poetico-letterario è l'ingresso in un mondo ‘altro’, il mondo del testo. Nel momento in cui iniziamo a leggere, la nostra mente si immerge in un sistema di coordinate spazio-temporali e percettive che sono diverse da quelle del cosiddetto mondo del discorso, cioè da quella dimensione in cui ancora percepiamo nitidamente la realtà del nostro posizionamento storico-biografico come lettori rispetto ad un prodotto materiale, il libro, e al suo autore. Quando accediamo al mondo del testo, sperimentiamo un processo cognitivo formidabile, dato dalla capacità umana di realizzare una proiezione deittica di sé nel testo, di ancorarsi cognitivamente tutt'a un tratto in un diverso tempo, in un diverso luogo, in un diverso sistema percettivo e prospettico, di ‘rappresentarsi’ scene ed eventi. Durante la lettura di un'opera letteraria si è come trasportati al suo interno, si vive un'esperienza di immersione (cfr. Gavins & Steen 2003, 129). Questa condizione immaginativa profonda avviene attraverso un processo di comprensione complesso, che include sia la comprensione-rappresentazione del significato del testo, sia una serie di emozioni, di reazioni anche fisiche di paura o di commozione, di piacere, sulla base dei medesimi processi di comprensione che applichiamo nell'elaborazione cognitiva della realtà .
Un primo strumento di cui l'analisi poetico-cognitiva si è dotata per questi scopi è la teoria dei mondi del testo (text world theory, Theorie der Textwelten), sviluppata in poetica cognitiva da Paul Werth tra gli anni Ottanta e Novanta (cfr. in particolare Werth 1999) sulla base della teoria logico-filosofica dei mondi possibili (possible worlds theory, Theorie der möglichen Welten) e applicata da diversi studiosi, tra cui Hidalgo Downing (2000) e Joanna Gavins (2000, 2001). Nella sua teoria linguistico-cognitiva (Unified Field Theory of Linguistics), Paul Werth (1999) descrive i processi coinvolti nella costruzione di mondi del testo sia narrativi, sia non narrativi, definendo come mondo del testo (text world, Textwelt) il modello mentale che il lettore-ricevente costruisce in modo incrementale per creare una coerenza nell'informazione e rappresentarsi il testo. 
L'analisi del testo inizia generalmente distinguendo tre piani tra loro interconnessi (cfr. Werth 1999):
a)	il mondo del discorso (discourse world, Diskurswelt);
b)	il mondo effettivo del testo (actual text world, eigentliche Textwelt);
c)	i sub-mondi (sub-worlds, Subwelten, cfr. anche Stockwell 2002: 140 e sgg.).
Il mondo del discorso è la base linguistica concreta dell'esperienza di lettura, composta di:
-	almeno due partecipanti, p. es. narratore e ascoltatore, che condividono lo scambio linguistico in forma di conversazione in presenza o a distanza, o autore e lettore, che lo condividono in forma di comunicazione scritta, separati o non separati nel tempo e nello spazio (cfr.  Gavins & Steen 2003 130);
-	il sapere, i ricordi, le intenzioni, gli elementi legati alla comprensione e all'immaginazione dei partecipanti;
-	un contesto che consente una comunicazione cooperativa (common ground, cfr. Stockwell 2002);
-	un insieme di processi cognitivi che determinano la comprensione del testo;
-	una narrazione a cui poter accedere.
Ogni volta che si inizia a leggere un testo poetico-letterario si verifica uno spostamento cognitivo (shift deittico), dalle coordinate spazio-temporali e percettive di questo mondo ‘reale’ a quelle di un mondo diverso, il mondo del testo. In questo modo si sperimenta l'esperienza di immersione nella dimensione finzionale.
Il mondo del testo è il livello successivo di un'analisi basata sulla teoria dei mondi del testo: si tratta della rappresentazione mentale che viene costruita dal lettore per comprendere la narrazione. Questa operazione avviene attraverso diverse componenti del testo, che includono sia elementi di costruzione del mondo del testo (world builders, Weltbildungselemente), sia proposizioni di sviluppo (function-advancing propositions, fortführende Sätze). Il principio che sottende alla comprensione del mondo del testo è chiamato principio di distanza minima (principle of minimal departure; Prinzip der minimalen Abweichung): si tratta di un meccanismo cognitivo in base al quale il lettore tende ad applicare al mondo finzionale le stesse regole, le stesse logiche e le stesse categorie che appartengono al mondo reale. In questo modo egli usa le sue conoscenze e i suoi schemi mentali per la comprensione del mondo finzionale, aspettandosi – fino a prova contraria, cioè fintantoché il testo non lo induca a pensare diversamente – una distanza minima tra il mondo finzionale e il mondo reale.
I sub-mondi del testo sono mondi legati al mondo effettivo del testo. Essi sono dati da tutte quelle variazioni all'azione principale che sono introdotte nel tessuto testuale del mondo effettivo del testo.
Possiamo distinguere due principali due categorie di sub-mondi:
- i sub-mondi realizzati (realised sub-worlds, verwirklichte Subwelten);
- i sub-mondi non realizzati o virtuali (virtual sub-worlds, unverwirklichte Subwelten).

I sub-mondi realizzati sono mondi con carattere di realtà, agganciati al mondo effettivo del testo: 
1. flashback veri e propri (analessi, passaggi in cui la narrazione si apre verso frame collocati cronologicamente più indietro rispetto al mondo effettivo del testo);
2. ricordi, anche soltanto accennati, di un personaggio su esperienze proprie o altrui, fatti passati raccontati da un personaggio, che ci permettono di spostare il nostro occhio di lettori su un'altra situazione del testo;
3. spostamento della narrazione su un'altra scena non appartenente al piano principale, quello del mondo effettivo del testo (pensiamo al contenuto di un programma televisivo quando p. es. un personaggio sta guardando la televisione);
4. flashforward, ovvero anticipazioni (prolessi) di fatti futuri che il narratore già conosce.

### Deissi cognitiva e shift deittico
La capacità del linguaggio di ancorare il significato a un contesto (deissi) è stata uno degli oggetti di ricerca privilegiati della linguistica testuale e della linguistica cognitiva. La deissi può essere definita come la funzione svolta da alcune parole (dette indicali), p. es. i pronomi dimostrativi, diversi avverbi (qui, là, ieri, domani...), gli articoli determinativi, alcuni tipi di verbi (p. es. andare e venire), i pronomi personali e altri elementi grammaticali e lessicali, di indicare un oggetto (persona, luogo o tempo) non in modo assoluto ma in relazione alla situazione in cui l'enunciato viene prodotto, cioè in modo dipendente dal contesto del discorso.
Per la poetica cognitiva la deissi è un concetto centrale, uno dei pilastri su cui poggia tutto il processo di elaborazione del testo letterario. Il mondo finzionale è infatti un mondo fatto di contesti narrati, nei quali il lettore deve continuamente ‘posizionarsi’ e ‘riposizionarsi’ mentalmente, selezionando di volta in volta i punti di ancoraggio necessari alla comprensione, spostando p. es. il proprio punto di osservazione nello spazio, nel tempo e spesso nella prospettiva percettiva dei diversi personaggi. Per l'analisi poetico-cognitiva il fenomeno della deissi non è pertanto limitato ai soli elementi linguistici deittici nell'accezione classica della linguistica cognitiva. Esso si estende invece all'intera comprensione del testo, che viene visto come un mondo costellato di pattern deittici (deictic patterns, deiktische Muster), in grado di attivare processi di deissi cognitiva nell'elaborazione del testo narrativo.
Per comprendere questa più ampia concezione della deissi in senso cognitivo, è necessario premettere che l'esperienza di leggere testi letterari implica un'immersione nel mondo del testo. Leggendo, il lettore varca una soglia e proietta la sua mente in un mondo diverso. All'interno di questo mondo la nostra mente riesce a immedesimarsi in luoghi, tempi e personaggi inizialmente sconosciuti e questo avviene principalmente in base alle categorie deittiche prototipiche dello spazio, del tempo e della percezione. Tutte queste categorie sono elaborate a partire da un centro deittico egocentrico, già definito da Karl Bühler "punto zero" o origo (in latino, 'origine'). Il centro deittico egocentrico è il punto di osservazione che usiamo naturalmente per comprendere gli eventi. Esso è rappresentato dal parlante io, dal luogo qui e dal tempo dell'enunciazione ora. Questo centro deittico è stato oggetto di diversi studi: si è visto che è proprio la sua esistenza a consentirci di comprendere il significato di parole come venire, andare, questo, quello o di locativi - determinati appunto egocentricamente - come sinistra, destra, sopra, sotto, davanti, dietro ecc., che sarebbero privi di senso se non avessimo la capacità di identificare il centro deittico dell'enunciazione, di ciò che ci viene detto. Se qualcuno ci dice 'vieni qui', comprendiamo subito che il parlante è il centro deittico dell'enunciazione e che la parola vieni implica un avvicinamento a questo centro, così come qui indica un punto vicino al parlante. Se diciamo è alla tua sinistra o guarda dietro, ci stiamo proiettando nel centro deittico dell'interlocutore e gli diamo istruzioni prendendo il suo centro come punto di riferimento del nostro discorso. In quel momento compiamo una proiezione deittica (deictic projection, deiktische Projektion), selezioniamo cioè un centro deittico dell'enunciazione diverso dal nostro (io-qui-ora), lo prendiamo come punto di riferimento e riusciamo così a comprendere il discorso. 
La proiezione deittica assume proporzioni molto ampie durante la lettura di testi letterari. Leggendo un testo narrativo riusciamo a seguire – anche semplicemente attraverso la narrazione compiuta da un narratore onnisciente – le diverse figure del testo con le loro rispettive prospettive in luoghi diversi e in tempi diversi nel racconto. Nei passaggi dialogici o nelle narrazioni in prima persona riusciamo a immedesimarci prima nel personaggio che dice “io”, proiettandoci nel suo punto di vista e spostando nella sua posizione il nostro centro deittico; subito dopo riusciamo senza alcuna fatica a uscire da questa prospettiva e a proiettarci in quella di un altro personaggio qualche pagina più avanti, vedendo con i suoi occhi, percependo il mondo del testo attraverso le sue parole (se egli pronuncia p. es. la parola “mio”, proiettiamo immediatamente in modo naturale il nostro centro deittico su questo personaggio, aprendoci a una nuova percezione dei fatti narrati); successivamente assumiamo il punto di vista di un eventuale narratore esterno e ci proiettiamo in un tempo diverso, dove individuiamo nuovi punti di appoggio, in un continuo gioco di ancoraggi cognitivi.
Come già accennato, l'assunzione di un punto di osservazione in un testo narrativo (deissi) non è mai definitiva. La deissi è piuttosto un fatto dinamico, poiché la nostra posizione di osservatori nella narrazione cambia in continuazione. Per spiegare i movimenti della deissi cognitiva la poetica cognitiva si serve della teoria dello spostamento deittico (Deictic Shift Theory, DST, cfr. Duchan, Bruder & Hewitt 1995). La nozione generale di spostamento deittico (deictic shift, deiktischer Shift) o proiezione deittica si riferisce al processo cognitivo con cui il lettore entra e si muove mentalmente, con la sua capacità immaginativa, nei diversi mondi del testo. Lo spostamento deittico consente al lettore di capire le espressioni deittiche del testo, spostando il suo centro deittico nella progressione della narrazione. In questo modo egli riesce a vedere le cose virtualmente nella prospettiva del personaggio o del narratore all'interno del mondo testuale.
Gli spostamenti deittici hanno a che fare con l'elaborazione della deissi del testo, alle diverse categorie di deissi (vedi sopra) corrispondono quindi diversi tipi di spostamento deittico.

### Figura e sfondo
Un altro processo cognitivo studiato dalla poetica cognitiva è il meccanismo, detto figuring o foregrounding, che si attiva ‘naturalmente’ nella nostra mente per selezionare in una determinata situazione 'ciò che è figura', cioè ciò che è più rilevante per la nostra attenzione. Questo processo di 'messa a fuoco' implica contemporaneamente la deselezione di altri elementi di contorno, ovvero la percezione dello sfondo. Si tratta di un meccanismo che si basa su alcune fondamentali capacità cognitive umane:
- la capacità di attenzione;
- la capacità di categorizzazione;
- la capacità di determinazione dei confini di un oggetto nel campo visivo (selezione attentiva);
- la capacità di declinare e applicare processi cognitivi generali (come appunto quello di selezione o figuring) in ambiti specifici e per scopi diversi (p. es., in ambito linguistico, per elaborare testi).

Le nozioni di figura (figure, Gestalt/Figur) e di sfondo (ground, Hintergrund) furono elaborate dalla psicologia della Gestalt all'inizio del ventesimo secolo per studiare la capacità umana di selezionare nell'atto di percezione un elemento dominante rispetto ad elementi trascurabili o non centrali dell'esperienza in atto, a partire dall'esperienza visiva. Lo studio di queste operazioni cognitive è poi proseguito all'interno dell'ambito d'indagine interdisciplinare della scienza cognitiva e ha avuto importanti conseguenze anche per l'analisi linguistica e poetico-cognitiva. Privilegiando il piano linguistico, la linguistica e la poetica cognitiva si sono occupate principalmente di figuring stilistico, il processo con cui con il linguaggio selezioniamo gli elementi centrali del discorso rispetto ad uno sfondo (ground o background, a sua volta identificato mediante un processo chiamato grounding).

### Teoria del frame contestuale
La teoria del frame contestuale (cfr. contextual frame theory, cfr. Emmott 1997) è una teoria poetico-cognitiva che si fonda sul concetto di frame sviluppato da Charles Fillmore e altri e che ha molti punti in comune, sia sul piano teorico, sia su quello metodologico, con la teoria dei mondi del testo e con la teoria degli spazi mentali.
L'analisi dei frame contestuali tende a individuare le rappresentazioni mentali (frame contestuali, contextual frames, kontextuelle Rahmen) che si riferiscono ai principali contesti narrati in un testo. La specificità della teoria del frame contestuale sta in particolare nel suo interesse per le rappresentazioni mentali con cui il lettore percepisce ed elabora i vari contesti presenti nel mondo finzionale. Ogni rappresentazione mentale del lettore contiene elementi-figura ed elementi-sfondo. Entrambe queste categorie di elementi vengono elaborate non solo sulla base degli input linguistici del testo, ma anche per effetto di un insieme di inferenze realizzate dal lettore a partire dagli elementi espliciti del testo, da quelli impliciti o per libera associazione, p. es. attraverso inferenze derivanti da altre inferenze. La rappresentazione che scaturisce da questi processi durante la lettura per un determinato contesto è una rappresentazione articolata che si può appunto definire "frame contestuale".
La teoria del frame contestuale presuppone il carattere ‘economico’ delle operazioni cognitive, si fonda cioè sull'idea che ciascun frame costruito dal lettore nella propria mente per i diversi contesti del racconto agisca in senso longitudinale nel processo di comprensione. In quest'ottica, se un singolo contesto si ripresenta più volte nel corso della narrazione, per esso non viene costruita una nuova rappresentazione mentale ogni volta, bensì un singolo frame contestuale, che sarà recuperato, integrato o modificato radicalmente mediante un continuo monitoraggio.

### Gli schemi-immagine nell'elaborazione del movimento
Gli elementi che compongono lo schema-immagine (image schema) del movimento sono i seguenti:
- una figura in movimento (trajector, Bewegungselement);
- un percorso (path, Pfad);
- uno sfondo (landmark, Hintergrund).

Gli schemi-immagine associati ad espressioni locative introdotte da preposizioni e avverbi (su, sopra, in, dentro, fuori, ecc.) sono simili tra i diversi parlanti; tuttavia sono possibili variazioni degli schemi immagine dette elaborazioni. 
Vi è puoi una dimensione metaforica temporale nelle espressioni locative che può attivare uno schema immagine diverso, p. es.:
- l'espressione “dietro” nell'espressione “i bambini, intimiditi, si sono nascosti dietro la mamma” può richiamare alla mente uno schema immagine che rappresenta un percorso da un punto in primo piano verso un punto nascosto e più lontano (dietro la mamma, che qui funge da sfondo/landmark);
- la stessa preposizione può tuttavia anche evocare un cambiamento, una presa di distanza dal passato: “hai fatto bene a non tornare indietro e ad accettare il nuovo lavoro”;  in questo caso il trajector sottinteso “tu” si allontana dal landmark “lavoro” precedente/passato e proietta un percorso di evoluzione professionale nel futuro.

Gli schemi-immagine che ciascuno di noi attiva durante la lettura (p. es. in corrispondenza della preposizione “su”, generalmente associata cognitivamente a dati positivi) fanno parte di patterns più generali, sociali, modelli cognitivi radicati e condivisi in una comunità linguistica, che la poetica cognitiva definisce modelli cognitivi idealizzati (ICMs, idealised cognitive models, cfr. Stockwell 2002: 33, ripresi da Lakoff 1987: 68-76). Essi trovano attualizzazione in una varietà di espressioni linguistiche (p. es. “essere su di morale”, “su, dài” come esortazione a farsi coraggio, “stare ai piani alti” per indicare chi è in una condizione di privilegio o ha maggiore status sociale ecc.). I modelli cognitivi idealizzati contribuiscono alla costruzione del significato del testo da parte del lettore. Il significato del testo prende infatti forma non soltanto sulla base dei concetti evocati dalle parole, ma anche dei modelli cognitivi associati alle parole. La comprensione si arricchisce quindi di ulteriori sfumature.

### Gli spazi mentali
La teoria degli spazi mentali (theory of mental spaces) ha origine nella ricerca della linguistica cognitiva. Il termine spazio mentale è stato coniato da Gilles Fauconnier nel suo volume Mental Spaces. Aspects of Meaning Construction in Natural Language (cfr. Fauconnier 1994) e poi ripreso dallo stesso Fauconnier in successivi lavori, anche in collaborazione con Mark Turner, oltre che da Adele Goldberg. Turner ha approfondito in particolare la nozione di Conceptual blending tra spazi mentali, p. es. in The Literary Mind (cfr. Turner 1996). La teoria degli spazi mentali è stata successivamente adattata all'analisi poetico-cognitiva in virtù delle sue potenzialità descrittive, p. es. da Elena Semino (2003).
Per capire cosa sia uno spazio mentale per la poetica cognitiva pensiamo a cosa accade nella nostra mente quando leggiamo anche solo una pagina di un testo narrativo. Immediatamente si formano più spazi mentali (visualizzazioni, rappresentazioni…), anche paralleli , sovrapposti, interconnessi in una rete di pensieri e di associazioni fra pensieri che hanno sia carattere oggettivo (un'ipotesi che si può avanzare quando p. es. determinate associazioni sono comuni a più lettori), sia soggettivo. Possiamo quindi definire spazio mentale ogni cosa che ‘vediamo’ e ‘pensiamo’ leggendo. È evidente che gli spazi mentali attivati dal processo di lettura sono innumerevoli e hanno una base duplice (cfr. Fauconnier 1997: 11), poiché si fondano:
- sia sull'input testuale;
- sia sul sapere del lettore e sulle sue inferenze.

La teoria degli spazi mentali definisce spazio mentale ogni rappresentazione mentale a breve termine che si genera nell'interazione lettore-testo durante la lettura. Sono quindi definibili come spazi mentali sia le rappresentazioni che stanno in stretto rapporto con l'input testuale, sia quelle che affiorano per effetto di personali inferenze del lettore. La comprensione viene descritta come un processo di costruzione incrementale di reti formate da spazi mentali interconnessi. La fine stimolazione cognitiva prodotta dai testi poetico-narrativi e mostrata anche dall'analisi degli spazi mentali è ciò che rende attraente il testo letterario. Nessuna opera letteraria attiva un unico spazio mentale: significherebbe avere un testo senza interruzioni nella sequenza narrativa, senza spostamenti temporali, senza cambiamenti di luogo, senza ricordi o passaggi immaginativi, senza personaggi con le loro percezioni, i loro pensieri, i loro punti di vista. In un'analisi poetico-cognitiva occorre porre in risalto la relazione tra il testo e gli spazi mentali da esso proiettati, individuando anche le entità che nello spazio mentale di realtà fungono da controparti per gli elementi finzionali, rendendone possibile la mappatura. Il passo successivo è confrontare gli spazi mentali che i diversi lettori hanno creato durante la lettura, individuando nel testo i passaggi in cui si è rilevata una differente lettura e i passaggi che invece hanno prodotto una proiezione cognitiva comune.

### Proiezione parabolica e blend
La nozione di proiezione parabolica (parabolic projection, parabolische Projektion), o modello parabolico (parabolic mode, parabolisches Modell) o parabola (parable/Parabel), si deve alle ricerche compiute da Turner (1987, 1991, 1996) e riferisce a un fondamentale strumento cognitivo che usiamo in continuazione, per lo più inconsciamente, per costruire significati sia nel mondo reale, sia nel mondo del testo. La proiezione in narrativa è la capacità umana di proiettare (‘sovrapporre’, potremmo dire) una storia su un'altra storia, conferendo all'originale nuovi significati. Si definisce quindi proiezione parabolica l'operazione cognitiva con cui colleghiamo il significato ‘particolare’ delle microstrutture del testo ai loro campi semantici, attivando in questo modo interi domini concettuali, che a loro volta stanno in relazione con la nostra esperienza socio-culturale, intertestuale ecc. L'attivazione dei domini concettuali evoca ulteriori associazioni a narrazioni e conoscenze soggettive e intersoggettive, il nostro pensiero prosegue cioè in una proiezione ‘a catena’ di significati che vengono elaborati in uno spazio generico di elaborazione e infine proiettati in uno spazio blended (blended space) dove avviene la miscelazione delle diverse componenti semantiche in un significato complessivo. Ogni proiezione ha un forte impatto sulla nostra costruzione del significato.